# Flemingsbergs IK
Flemingsbergs Idrottsklubb (FIK) är en förening med etablerad ishockeyverksamhet för ungdomar. FIK bedriver sin verksamhet främst i Visättrahallen i Visättra vid Flemingsberg i Huddinge kommun.
Flemingsbergs Idrottsklubb grundades den 28 oktober 2004 av Jan Thulin (ordförande), Peter Eklöv (vice ordförande), Jan Carlsson (sekreterare), Marcus Schemp (kassör), John Glimtoft (sponsoransvarig) och Roger Dahlström. Det beslutades att FIK skulle vara en förening med inriktning på ungdoms- och juniorverksamhet inom ishockey, inlines och fotboll. Sedan starten så har ishockeyverksamheten etablerats och FIK har blivit väl kända runtom i Sverige i alla åldersgrupper (U9-U16) för den höga kvalité FIK ungdomslag har.